# ГЕС Guolásjohka
ГЕС Guolásjohka — гідроелектростанція на півночі Норвегії за вісім десятків кілометрів на схід від Тромсе. Використовує ресурс зі сточища річки Kåfjordvassdraget, яка впадає до Kafjorden (східна затока фіорду Лінген).
У межах проекту за допомогою насипної греблі на Kåfjordvassdraget створили водосховище Guolásjavri, що має корисний об'єм 136 млн м3 та припустиме коливання поверхні між позначками 754 та 774 метра НРМ (в тому числі на 3 метри за рахунок здреновування нижче від природного рівня).
Із Guolásjavri по лівобережжю Kåfjordvassdraget прямує дериваційний тунель довжиною 14,6 км з перетином 10 м2, який сполучений з водозаборами на стікаючих до головної річки потоках bekk fra Goddecorut, bekk fra vatn 953 moh, Unna gåd'dejåkka, Magerelva, Ørnedalselva (та її правому допливі Måkorassajåkka) і Bår'so. На завершальному етапі ресурс проходить через напірний водовід довжиною 0,9 км, основна ділянка якого виконана в діаметрі 1,7 метра.
Станцію обладнали двома турбінами типу Пелтон потужністю по 40 МВт, які використовують напір у 719 метрів та забезпечують виробництво 340 млн кВт-год електроенергії на рік.
Відпрацьована вода транспортується до Kåfjordvassdraget по відвідному тунелю довжиною 0,5 км з перетином 14 м2.